# محمدرضا ثامنی
محمدرضا ثامنی (زادهٔ ۱۲۹۷) نمایندهٔ مجلس شورای ملی در دوره‌های بیست‌ویکم و بیست‌ودوم از حوزهٔ انتخابیهٔ جوین بود.
محمدرضا فرزند میرزا ابراهیم در ۱۲۹۷ خورشیدی در مشهد به دنیا آمد. از دبیرستان کشاورزی کرج دیپلم گرفت و در ۱۳۱۷ در ادارهٔ کشاورزی بجنورد استخدام شد. از ۱۳۲۰ تا ۱۳۳۳ در ادارهٔ کشاورزی مشهد خدمت کرد و از آن زمان تا ۱۳۳۷ در ادارهٔ کل زراعت تهران مشغول شد. ریاست ادارهٔ اصلاحات ارضی اسفراین و عضویت در هیئت مدیرهٔ شرکت سهامی نکا از دیگر فعالیت‌های او بود. از ۱۳۴۲ تا ۱۳۵۰ به نمایندگی از مردم جوین و اسفراین در مجلس شورای ملی حضور داشت.
| انتخابات                           | حوزهٔ انتخابیه | حزب | آرا    | کل آرا | نتیجه | منبع  |
| ---------------------------------- | ------------- | --- | ------ | ------ | ----- | ----- |
| دور بیست‌ویکم مجلس شورای ملی (۱۳۴۲) | جوین          |     | ۱۹٬۶۰۰ | ۱۹٬۹۰۲ | پیروز | [ ۳ ] |
| دور بیست‌ودوم مجلس شورای ملی (۱۳۴۶) | جوین          |     | ۱۰٬۴۹۲ | ۱۵٬۵۴۸ | پیروز | [ ۴ ] |